# 상대성 이론 우선권 논쟁
알베르트 아인슈타인은 특수 상대성 이론과 일반 상대성 이론을 발표한 논문에서, 상대성 이론에 결정적으로 중요한 이전 문헌들에 대한 인용을 소홀히 하였다. 자신의 논문 이전 문헌에 대한 공식적 언급이 포함하지 않았거나 그의 이론의 기초가 된 근본적인 결과에 대해 소수의 전임자들만 언급하였다. 푸앵카레와 헨드릭 로런츠는 특수 상대성 이론에 대한 기여를 했으며, 다비트 힐베르트는 일반 상대성 이론을 직접 연구했으며, 에른스트 마흐의 아이디어는 일반 상대성 이론에 중요한 영향을 미쳤으며, 카를 프리드리히 가우스, 베른하르트 리만은 일반 상대론의 수학적 형식화에 반드시 필요한 미분 기하학을 100여년 전에 창시했다. 그 후, 아인슈타인 이전의 다른 사람들에 의해 전체적으로 또는 부분적으로 공식화되었다고 주장하면서 두 이론에 대한 주장이 제기되었다. 문제는 아인슈타인과 다양한 다른 개인들이 우선권 고려 사항을 기반으로 상대성 이론의 공식화에 대해 어느 정도 공로를 인정받아야 하는지이다.
다양한 학자들이 1905년의 상대성 이론 발표에 이르게 되는 아인슈타인, 앙리 푸앵카레, 로런츠의 연구의 측면에서 의문을 제기했다. 이 학자들이 제기한 질문에는 아인슈타인이 푸앵카레의 작업에 어느 정도 친숙했는지, 아인슈타인이 로렌츠의 1904년 논문 또는 그에 대한 리뷰에 친숙했는지 여부, 아인슈타인이 당시 다른 물리학자들을 얼마나 따랐는지 등이 포함된다. 아인슈타인이 푸앵카레의 1902년 논문[Poi02]에 대해 친숙한 것으로 알려져 있지만, 1905년 푸앵카레의 다른 작품에 대해서는 어느 정도 친숙했는지는 알려져 있지 않다. 그러나 [Ein06]에서 인용한 것으로 보아 1906년에 [Poi00]을 알았던 것으로 알려져 있다. 로런츠의 1904년 논문[Lor04]에는 《물리학 연보》에 나오는 그의 이름을 지닌 변환식이 포함되어 있다. 일부 저자는 아인슈타인이 1905년에 물리학 문헌에 대한 접근이 제한되고 상대적으로 고립된 상태에서 작업했다고 주장한다. 그러나 다른 사람들은 동의하지 않는다. 아인슈타인의 개인적인 친구인 모리스 솔로빈은 그와 아인슈타인이 푸앵카레의 1902년 책을 자세히 들여다보면서 "몇 주 동안 숨이 막힐 정도"였다고 인정했다[Rot06]. 아인슈타인의 아내 밀레바 마리치가 아인슈타인의 연구에 기여했는지에 대한 질문도 제기되었지만, 이 주제에 관한 대부분의 학자들은 그녀가 상당한 기여를 했다는 실질적인 증거가 없다고 말한다.

## 배경
특수 상대성 이론의 역사에서, 특수 상대성 이론 발전에 기여했다는 공헌도를 분배하는 논의에서 언급되는 가장 중요한 이름은 알베르트 아인슈타인, 헨드릭 로런츠, 앙리 푸앵카레 및 헤르만 민코프스키이다. 이론의 일부 측면에 대한 예상이나 이론의 개발 또는 정교화에 대한 기여에 대해 수많은 다른 과학자들에게도 고려가 주어진다. 여기에는 볼데마르 포크트, 아우구스트 푀플, 조지프 라모어, 에밀 콘, 프리드리히 하젠외를, 막스 플랑크, 막스 폰 라우에, 길버트 뉴턴 루이스 및 리차드 톨먼 등이 포함된다. 또한 일부 수학 학자에 따르면 상대성이론을 만들지 않았지만 방정식을 처음으로 사용한 올린토 드 프레토(Olinto De Preto) 와 같은 다른 사람들의 기여에 대한 논쟁이 존재한다. 또한 아인슈타인의 첫 번째 아내인 밀레바 마리치도 있지만 진지한 학자들에 따르면 그녀의 공헌은 어떤 기반도 가지고 있지 않은 것으로 간주된다.
1953년부터 《에테르와 전기 이론의 역사》(A History of the Theories of Aether and Electricity)에서 E. T. 휘태커는 상대성이론은 푸앵카레와 로런츠가 창조했으며 아인슈타인의 논문은 거의 중요하지 않다고 주장했다. 그러나 제럴드 홀튼, 아서 I. 밀러, 아브라함 파이스, 존 스타첼 또는 올리버 다리골과 같은 대부분의 과학사가들은 다른 관점을 가지고 있다. 그들은 로런츠와 푸앵카레가 특수 상대성 이론의 수학을 발전시켰고 많은 과학자들이 원래 "로런츠-아인슈타인 이론"에 대해 이야기했음을 인정한다. 그러나 그들은 고전적인 에테르를 제거하고 공간과 시간의 상대성을 입증한 사람이 아인슈타인이라고 주장한다. 그들은 또한 푸앵카레가 그의 철학적 저서에서만 공간과 시간의 상대성을 입증했지만, 그의 물리적 논문에서는 에테르를 완벽하게 감지할 수 없는 특권적인 기준계를 유지했으며 계속해서 (로런츠처럼) "실제"와 에테르 내에서 정지해 있는 관찰자가 측정한 길이와 시간, 에테르 내에서 움직이고 있는 관찰자가 측정한 "겉보기" 길이와 시간을 언급한다고 한다.

다리골은 다음과 같이 요약한다.
아인슈타인 논문의 대부분의 구성 요소는 움직이는 물체의 전기 역학에 관한 다른 사람의 이전 작업에 나타났다. 푸앵카레와 알프레드 부헤러는 이미 상대성 원리를 가지고 있었다. 로런츠 와 라모어는 대부분의 로런츠 변환을 가지고 있었고 푸앵카레는 모두를 가지고 있었다. 콘과 부헤러는 에테르를 거부했다. 푸앵카레, 콘 및 아브라함은 로런츠의 국지 시간을 물리적으로 해석했다. 라모어와 콘은 시간의 팽창을 언급했다. 로런츠와 푸앵카레는 전자의 상대론적 동역학을 가지고 있었다. 그러나 이들 저자 중 어느 누구도 감히 공간과 시간의 개념을 개혁하지 않았다. 그들 중 누구도 두 가지 가정에 기초한 새로운 운동학을 상상하지 못했다. 이들 중 어느 것도 이를 기반으로 로렌츠 변환을 도출하지 못했다. 그들 중 누구도 이러한 변형의 물리적 의미를 완전히 이해하지 못했다. 그것은 모두 아인슈타인의 독자적 업적이었다. 

### 확실한 사실들
다음과 같은 사실이 잘 확립되어 있으며 참조할 수 있다.
- 1889년([Poi89]), 수학자 앙리 푸앵카레는 에테르의 존재가 형이상학적 문제인 경우에 에테르가 관찰 불가능할 수 있다고 주장했으며 언젠가는 에테르 개념이 쓸모없는 것으로 폐기될 것이라고 제안했다. 그러나 같은 책(Ch. 10)에서 그는 에테르를 "편리한 가설"로 간주했고 1908년([Poi08], Book 3)과 1912년([Poi13], Ch. 6)의 후기 책에서도 이 개념을 계속 사용했다.
- 1895년 푸앵카레는 마이컬슨-몰리 실험 같은 결과는 물질의 절대 운동이나 에테르와 관련된 물질의 상대적 운동을 감지하는 것이 불가능한 것처럼 보인다는 것을 보여준다고 주장했다. 1900년 [Poi00]에 그는 이것을 상대 운동의 원리라고 불렀다. 즉, 운동의 법칙은 모든 관성 기준계에서 동일해야 한다는 것이다. 푸앵카레가 사용한 대체 용어는 "공간의 상대성"과 "상대성 원리"였다.[4] 1904년에 푸앵카레는 그 원리를 확장하여 다음과 같이 말했다. "우리가 그러한 움직임에 동참하고 있는지 여부를 결정하는 것은 아무것도 가질 수 없다." 하지만 이 원칙이 사실로 드러날지는 알 수 없지만, 그 원칙이 무엇을 의미하는지 알아보는 것도 흥미롭다고 말했다.
- 1900년([Poi00])에 푸앵카레는 전자기 복사가 {\displaystyle m_{r}=E/c^{2}}과 같은 질량을 가진 가상의 유체로 간주될 수 있다고 말한 논문을 발표했다. 그는 맥스웰의 복사압을 통합한 로런츠의 '전자 이론 '에서 이러한 해석을 도출했다.
- 푸앵카레는 [Poi00]와 Poi04]에서 서로에 대해 정지한 상태의 시계들에 대한 동기화 절차를 설명했다. 따라서 하나의 기준틀에서는 동시적인 두 사건이 다른 기준틀에서는 동시적이지 않다. 이는 나중에 아인슈타인이 제안한 것과 아주 비슷하다.[5] 그러나 푸앵카레는 움직이는 시계의 "현지" 또는 "명백한" 시간과 에테르에서 시계가 정지하는 "진정한" 시간을 구별했다. [Poi02]에서 그는 "언젠가는 틀림없이 에테르가 쓸모없는 것으로 버려질 것"이라고 주장했다.
- 1904년 푸앵카레의 이름을 딴 변환을 포함하는 로런츠의 논문[Lor04]이 등장했다.
- [Ein05c]의 알베르트 아인슈타인은 빛의 속력 불변의 원리와 상대성 원리를 이용하여 로런츠 방정식을 유도했다. 그는 이러한 원리(일반적으로 이론가들이 당연하게 여기는 공간의 균질성과 등방성에 대한 다른 기본 가정과 함께)가 이론을 도출하는 데 충분하다고 처음으로 주장했다(특수 상대성 이론의 가정 참조). 그는 "빛의 에테르의 도입은, 여기서 전개될 전망이 특별한 특성을 제공하는 절대적으로 정지된 공간을 필요로 하지 않으며, 전자기적 과정이 일어나는 빈 공간의 점에 속도 벡터를 할당하지 않는다는 점에서, 불필요하다는 것이 증명될 것이다." *아인슈타인의 Elektrodynamik 논문[Ein05c]에는 다른 문헌에 대한 공식적인 언급이 없다. §9, 파트 II에서 논문의 결과가 로런츠의 전기역학과 일치한다고 언급한다. 푸앵카레는 다음 해에 아인슈타인이 작성한 특수 상대성 이론에 관한 논문에서 공식적으로 인용되었지만 이 논문에서는 언급되지 않았다.
- 1905년에 아인슈타인은 물체가 에너지(방사선 또는 열) {\displaystyle \Delta E}를 잃을 때 , 질량은 {\displaystyle \Delta E/c^{2}}만큼 감소한다고 제안했다.[6]
- 헤르만 민코프스키는 1907년에 특수 상대성 이론이 시각의 차원과 공간의 3차원을 결합하고 새로운 기하학을 도입한 4차원 공간인 민코프스키 시공간을 사용하여 우아하게 설명될 수 있음을 보여주었다.
- 1920년 아인슈타인은 운동 상태가 없는 에테르의 개념으로 돌아갔다.[7][8]

## 로런츠, 푸앵카레 및 아인슈타인의 논평

### 로런츠
1914년에 작성되어 1921년에 출판된 논문에서 로런츠는 상대성에 관한 푸앵카레의 팔레르모 논문(1906)에 대한 감사를 표했다. 로런츠는 다음과 같이 말했다.
나는 어떤 변환이 가장 잘 어울리는지 명시하지 않았다. 그것은 푸앵카레에 의해 이루어졌고, 이후 아인슈타인과 민코프스키에 의해 이루어졌다. [...] 왜냐하면 나는 그곳으로 가는 직접적인 길을 생각하지 못했으며, x, y, z, t와 x', y', z', t' 사이에 본질적인 차이가 있다는 생각을 했기 때문이다. 우리가 사용하는 하나의 방법은 -내 생각처럼- 에테르에서 고정된 위치를 가지고 있고 "참" 시간이라고 할 수 있는 축들을 좌표축으로 하는 것이다; 반면에, 우리는 수학적인 도구에 불과한 단순한 보조량을 다룰 것이다. [...나는 상대성 원리를 엄격하고 보편적으로 진실한 것처럼 확립하지 않았다. 반대로 푸앵카레는 전기역학 방정식의 완전한 불변성을 얻었고, 그가 처음으로 사용한 용어인 "상대성이론의 가정"을 공식화했다.

그러나 1916년 그의 주요 저서 "전자 이론" 재판에는 로런츠가 자신의 결과와 아인슈타인의 결과 사이의 차이점을 다음과 같이 스케치한 메모(1909년과 1915년에 작성됨)가 포함되어 있다.
[p. 230]: 주된 차이점은 아인슈타인은 전자기장의 기본 방정식에서 우리가 어렵게, 그리고 전적으로 만족스럽지는 않게 추론한 것을 단순히 가정한다는 것이다.[p. 321]: 내 실패의 주된 원인은 변수 t만이 진정한 시간으로 간주될 수 있고 내 지역 시간 t′은 보조적인 수학적 양에 불과하다고 생각한 데에 집착했기 때문이다. 반대로 아인슈타인의 이론에서는 t′가 t와 같은 역할을 한다. 현상을 x′, y′, z′, t′로 설명하려면 x, y, z, t에서 할 수 있었던 것과 똑같은 방식으로 이러한 변수로 작업해야 한다.

이 책에서 로런츠는 a)광 신호에 의한 동기화, b) 로런츠 변환의 상호성 및 c)전하 밀도에 대한 상대론적 변환 법칙과 관련하여 푸앵카레가 아닌 아인슈타인만 언급한 사실에 대해 얀센은 다음과 같이 논평한다:
[p.90]: 제 추측으로는 아인슈타인이 로렌츠 변환의 물리적 해석을 운동하는 물체의 전기역학에 대한 놀랍도록 명확하고 단순한 논의의 기반으로 삼았던 반면, 푸앵카레가 로렌츠 변환된 양의 물리적 해석에 대해 한 발언은 로렌츠에게 자신의 설명과 거의 같은 맥락에서 전개되는 설명에서 그다지 중요하지 않은 철학적 곁다리로 여겨졌을 가능성이 있다. 또한 로렌츠는 푸앵카레의 다소 추상적이지만 수학적으로는 더 우아한 접근 방식보다 아인슈타인의 물리적으로 매우 직관적인 접근 방식을 더 매력적으로 여겼을 것으로 생각한다.

그리고 1927년 로렌츠와 마이컬슨이 참석한 마이컬슨-몰리 실험에 관한 회의에서 마이켈슨은 로렌츠가 상대성 이론의 창시자라고 제안했다. 로런츠는 다음과 같이 대답했다.
저는 제 시간 변환을 단지 경험적 작업 가설로만 생각했다. 따라서 상대성 이론은 사실상 아인슈타인의 연구이다. 그리고 이 분야의 이론에 있어 그의 모든 선행 연구자들이 전혀 연구하지 않았더라도 그가 이 이론을 구상했을 것이라는 점에는 의심의 여지가 없다. 이러한 측면에서 그의 연구는 이전 이론들과는 독립적이다.

### 푸앵카레
푸앵카레는 새로운 역학의 개발을 거의 전적으로 로런츠에게 돌렸다. 그는 광전 효과와 관련하여 아인슈타인을 언급했을 뿐 특수 상대성 이론과 관련해서는 언급하지 않았다. 예를 들어, 1912년 푸앵카레는 양자 이론이 발전한 후에도 "로렌츠의 역학"이 여전히 존재할 것인지에 대한 질문을 제기한다. 그는 다음과 같이 썼다.
| “ | 뉴턴의 역학과 다른 모든 경우에서 로렌츠의 역학은 지속된다. 우리는 움직이는 어떤 물체도 결코 빛의 속도를 초과할 수 없다고 여전히 믿는다. 물체의 질량은 상수가 아니라 그 속도와 그 속도가 물체에 작용하는 힘과 이루는 각도에 따라 결정된다. 어떤 실험도 물체가 절대 공간이나 심지어 에테르와의 관계에서 정지해 있는지 절대 운동하고 있는지를 결코 결정할 수 없을 것이다. | ” |

### 아인슈타인
아인슈타인이 당시의 과학적 연구에 대해 잘 알고 있었다는 것은 이제 알려진 사실이다. 잘 알려진 과학사가인 막스 플랑크 과학사 연구소 소장 위르겐 렌은 물리학 연보에 대한 아인슈타인의 공헌에 대해 다음과 같이 썼다.
| “ | 아인슈타인은 아날렌을 통해 소액의 추가 수입을 얻을 수 있었는데, 주로 열 이론에 관한 20편이 넘는 보고서를 아인슈타인의 저서(Beiblätter)에 기고함으로써 당대 문학에 대한 뛰어난 통찰을 보여주었다. 이 활동은 1905년에 시작되었다. 그리고 아마도 이 분야의 초기 논문들이 아날렌에 실린 것에서 비롯되었을 것이다. 1900년에서 1905년 초 사이에 출판된 그의 논문들을 살펴보면, 아인슈타인의 전문 분야는 열역학이었음을 알 수 있다. | ” |

아인슈타인은 1907년에 로런츠가 도입한 "현지 시간"이라고 부른 보조량이 단순히 "시간"으로 정의될 수 있다는 사실을 깨닫기만 하면 된다고 썼다. 1909년  과 1912년에 아인슈타인은 다음과 같이 설명했다.
...상대성 원리만으로는 공간과 시간의 변환 법칙에 대한 이론을 세울 수 없다. 우리가 알다시피, 이는 "동시성"과 "운동하는 물체의 모양"이라는 개념의 상대성과 연결되어 있다. 이 간극을 메우기 위해 저는 H. A. 로렌츠의 정지 발광 에테르 이론에서 차용한 빛의 속도 불변의 원리를 도입했다. 이 원리는 상대성 원리와 마찬가지로 관련 실험(피조, 롤랜드 등의 실험)에 의해서만 정당화되는 것처럼 보이는 물리적 가정을 포함하고 있다.— 알베르트 아인슈타인(1912), 안나 베크 번역(1996).
그러나 아인슈타인과 그의 지지자들은 상대성 원리와 함께 이 "빛 가정"이 에테르를 불필요하게 만들고 아인슈타인의 상대성 이론으로 직접 연결된다는 입장을 취했다. 아인슈타인이 1905년 훨씬 이전에 푸앵카레의 1902년 저서 과학과 가설을 읽고 연구했다는 것도  알려져 있다. 여기에는 다음이 포함되어 있다:
- 공간, 시간 및 동시성의 상대성에 대한 자세한  판단
- 시계 동기화를 위한 광 신호 사용에 관한 협약 의존에 대한 논의
- 상대성 원리의 정의와 그 원리 위반은 경험적으로 결코 감지될 수 없다는 추측
- 에테르 가설이 불필요할 가능성
- 물리학에 비유클리드 기하학을 적용하는 것에 대한 자세한 설명

아인슈타인은 1906년의 에너지의 관성과 1921년의 비유클리드 기하학과 관련하여 푸앵카레를 언급하지만 로렌츠 변환, 상대성 원리 또는 빛 신호에 의한 동기화 절차와 관련해서는 언급하지 않는다. 그러나 그가 죽기 전 마지막 몇 년 동안 아인슈타인은 푸앵카레의 공헌 중 일부를 인정했다(다리골에 따르면 아마도 그의 전기 작가 파이스가 1950년에 아인슈타인에게 푸앵카레의 팔레르모 논문 사본을 보냈기 때문일 것이다. 그는 전에 읽지 않았다고 말했다). 아인슈타인은 1953년에 다음과 같이 썼다.
| “ | 특수 상대성 이론의 발전을 회고해 보면, 1905년 당시 발견의 여지가 무르익었다는 것은 의심의 여지가 없다. 로렌츠는 이미 자신의 이름을 딴 변환들이 맥스웰 방정식 분석에 필수적임을 인식했고, 푸앵카레는 이러한 통찰을 더욱 심화시켰다. 저는 로렌츠의 1895년 중요한 연구만 알고 있었고 [...] 로렌츠의 후기 연구나 푸앵카레의 후속 연구는 전혀 알지 못했다. 이러한 의미에서 1905년의 제 연구는 독립적이었다. [...] 이 연구의 새로운 특징은 로렌츠 변환의 의미가 맥스웰 방정식과의 연관성을 넘어 공간과 시간의 본질 전반과 관련이 있다는 사실을 깨달았다는 것이다. 또 다른 새로운 결과는 "로렌츠 불변성"이 모든 물리 이론의 일반적인 조건이라는 것이다. | ” |

## 연대기
이 절에서는 사람들이 위에서 설명한 문제에 대한 견해를 표명한 주목할만한 출판물을 인용한다.

### 에드먼드 휘태커 경(1954)
1954년 영국의 수학자이자 과학사가인 에드먼드 테일러 휘태커 경은 질량-에너지 등가 공식 {\displaystyle E=mc^{2}}을 앙리 푸앵카레의 공로로 인정했다.  그리고 그는 그의 저서 《에테르와 전기 이론의 역사》에 '푸앵카레와 로런츠의 상대성 이론'이라는 제목의 장을 포함시켰다. 그는 푸앵카레와 로런츠의 공로를 인정했으며, 특히 로런츠의 1904년 논문(휘태커가 1903년으로 기재함), 푸앵카레의 세인트 루이스 연설(The Principles of Mathematical Physics), 1904년 9월 푸앵카레의 1905년 6월 논문을 언급했다. 휘태커는 아인슈타인의 상대성 이론 논문은 도플러 공식과 수차 공식 등 이외에는 중요성이 거의 없다고 생각했다. 막스 보른은 3년 동안 휘태커를 만류했지만, 휘태커는 중요한 모든 것은 푸앵카레가 이미 말했고 로렌츠는 물리적인 해석을 아주 명백하게 가지고 있다고 주장했다.

### 제럴드 홀튼(1960)
휘태커의 주장은 제럴드 홀튼(1960, 1973)에 의해 비판을 받았다.  그는 아인슈타인의 이론과 푸앵카레-로렌츠의 이론 사이에 근본적인 차이가 있다고 주장했다. 아인슈타인은 근본적으로 공간과 시간의 개념을 재구성했으며, 이를 통해 물리학에서 "절대 공간"과 고정된  빛의 에테르를 제거했다. 한편, 홀튼은 푸앵카레와 로렌츠가 여전히 고정된 에테르 개념을 고수했고, 뉴턴의 역학을 수정하려 했을 뿐 대체하려고 하지 않았다고 주장했다. 홀튼은 "푸앵카레의 침묵"(즉, 푸앵카레가 상대성 이론에 대한 아인슈타인의 기여를 언급하지 않은 이유)은 근본적으로 다른 개념적 관점 때문이라고 주장했다. 홀튼에 따르면 공간과 시간에 대한 아인슈타인의 관점과 에테르의 포기는 푸앵카레에게 받아들여지지 않았기 때문에 푸앵카레는 로렌츠를 "새로운 역학"의 창시자로만 언급했다. 홀튼은 또한 푸앵카레의 1904년 세인트루이스 연설이 "예리하고 날카로웠고" 경험으로 확인되고 새로운 개발이 필요한 "상대성 원리"를 포함했지만 "새로운 상대성 원리를 선언"하지는 않았다고 지적했다. 그는 또한 로런츠의 1904년 논문(1904년 4월 발행)에서 1903년으로 앞선 것과 같은 휘태커의 실수를 언급했다.
홀튼과 유사한 견해는 나중에(1967, 1970) 그의 제자인 스탠리 골드베르크에 의해 표현되었다.

### 케스와니(1965)
상대성 이론의 역사를 추적하는 1965년 일련의 기사에서 케스와니는 푸앵카레와 로런츠가 특수 상대성 이론에 대한 주된 공로를 인정받아야 한다고 주장했는데, 푸앙카레는 로런츠를 여러번 공헌자로 지적하였고, 또한 로런츠는 푸앙카레와 아인슈타인의 공헌을 인정하면서도 자기 자신의 공헌은 부정하였다. 그는 또한 "아인슈타인의 일반 상대성 이론은 중력과 중력장에서 물리 법칙의 수정에 대한 이론일 뿐"이라며 일반 상대성 이론을 경시했다.  이것은 특수 상대성 이론을 유일한 상대성 이론으로 남기게 될 것이다. 케스와니는 동일한 의견의 블라드미르 포크도 인용했다.
이 일련의 기사는 허버트 딩글과 칼 포퍼의 반응을 불러일으켰다.
딩글은 무엇보다도 ".. '상대성 원리'는 다양한 의미를 가지고 있었고 이와 관련된 이론은 아주 뚜렷했다. 동일한 이론의 다른 형태가 아니다. 세 명의 주인공은 각각.... 다른 사람들을 잘 알고 있었지만... 각자 자신의 견해를 선호했다."
칼 포퍼는 "아인슈타인이 1905년 이전에 푸앵카레의 과학과 가설을 알고 있는 것처럼 보이지만 이 위대한 책에는 아인슈타인과 같은 이론이 없다."라고 말했다.
케스와니는 비판을 받아들이지 않았고 같은 저널에 게재된 두 개의 편지(  및  )로 답장했다. "... 그들은 일반적인 것을 많이 의미했다. 그리고 그것이 가장 중요했다."
딩글은 우선권의 역사에 대해 다음 해에 다음과 같이 논평했다. "제1차 세계대전 전까지 로렌츠와 아인슈타인의 이론은 같은 생각에 대한 다른 형태로 여겨졌지만, 우선권을 가지고 보다 친숙한 언어를 구사하는 보다 저명한 인물인 로렌츠가 그 공헌자로 인정받았다." (딩글 1967, Nature 216 p. 119–122).

### 아서 I. 밀러(1973)
아서 I. 밀러(1973, 1981)는 홀튼과 골드베르크의 분석에 동의했으며 푸앵카레와 아인슈타인이 사용한 용어(상대성 원리와 같은)가 아주 유사하지만 내용이 크게 다르다고 주장했다. 밀러에 따르면 푸앵카레는 로런츠와 아브라함의 에테르 기반 "전자기 세계관"을 완성하기 위해 이 원리를 사용했다. 그는 또한 푸앵카레가 (그의 1905년 7월 논문에서) "이상적인" 계와 "실제" 계 및 전자를 구별했다고 주장했다. 즉, 로런츠와 푸앵카레의 기준계 사용은 명확한 물리적 해석이 부족하다. 왜냐하면 많은 경우 기준계는 수학적 도구일 뿐인 반면 아인슈타인의 이론에서는 관성계의 과정이 수학적으로 뿐만 아니라 물리적으로도 동일하기 때문이다. 밀러는 1981년에 이렇게 썼다.
p. 172: "푸앵카레의 상대성 원리는 아인슈타인과 유사한 방식으로 서술되지만 그 내용의 차이는 날카롭다. 결정적인 차이점은 푸앵카레의 원리는 에테르의 존재를 인정하고 에테르의 정지 좌표계에서 측정할 때만 빛의 속도를 정확히 c로 간주한다는 것이다. 관성 기준계에서 빛의 속도는 c이고 수학적 현지 시간 및 관찰할 수 없는 수축 가설과 같은 특정 보상 효과의 결과로 전자기파의 움직임과 무관하다. 결과적으로 상대 운동의 상대성 원리를 전자 역학으로 확장한 푸앵카레의 확장은 역학이 아니라 전자기 이론에 있었다. . . 푸앵카레는 전기역학을 일관되게 만드는 데 가장 근접했지만 상대성 이론에는 미치지 못했다." p. 217: "푸앵카레는 가상 계 Σ '를 에테르 고정 계 S'와 관련시켰다."
밀러(1996)는 푸앵카레가 경험론에 의해 인도되었고, 실험에 의하여 상대성이 틀렸다는 것을 증명할 수 있다는 것을 기꺼이 인정했으며, 따라서 아인슈타인이 푸앵카레의 논문에 상당한 영향을 받았을지라도 더욱 공헌을 인정받을 만하다고 주장한다. 밀러는 또한 "관습주의에 대한 강조는 ... 푸앵카레와 로런츠가 특수 상대성 이론과 로런츠의 전자 이론의 수학적 및 관찰적 등가성을 계속 믿도록 이끌었다. 이는 잘못된 것이다." [p. 96] 대신 밀러는 두 이론의 수학적 구조 같지만 물리적 해석이 같지는 않다고 주장한다. [P. 91–92]

### 아브라함 파이스(1982)
아브라함 파이스는 그의 1982년 아인슈타인 전기 《Subtle is the Lord》 에서 푸앵카레는 특수 상대성 이론을 발견하는 데 "근접" 했지만(1904년 9월 세인트루이스 강의와 1905년 6월 논문에서) 결국 실패했다고 주장했는데, 왜냐하면 1904년과 1909년에 푸앵카레가 길이 수축을 상대성 원리와 빛의 속도 불변성 외에 세 번째 독립적인 가설로 다루었기 때문이다. 파이스에 따르면 푸앵카레는 따라서 길이 수축을 포함한 전체 이론이 단순히 두 가지 가정에서 파생될 수 있는 특수 상대성 이론을 이해하지 못했다(또는 적어도 그는 결코 이를 받아들이지 않았다). 파이스와 그의 동료들은 휘태커의 역사를 걸작으로 평가 했지만, 결과적으로 그는 휘태커의 "푸앵카레와 로런츠의 상대성 이론"에 대한 장을 날카롭게 비판하면서 "저자의 물리적 통찰력 부족이 문학에 대한 그의 무지와 얼마나 잘 일치하는지"라고 말했다.  그는 분명히 특수 상대성 이론의 기원에 대한 휘태커의 처리에 대해 지적하려고 노력했지만, 그 진술에 대한 파이스의 문구는 적어도 한 명의 주목할만한 그의 1982년 저서 평론가로부터 "교활하고" "불쌍하다"고 질책했다. 또한 파이스의 지나치게 일반화된 주장과는 대조적으로 막스 모른과 같은 저명한 학자들은 휘태커의 두 번째 책, 특히 양자 역학의 역사를 "가장 놀라운 학습, 통찰력 및 식별의 업적"으로 언급하는 반면 프리먼 다이슨은 휘태커의 2판 두 권에 대해 이렇게 말한다. "이것은 우리가 얻을 수 있는 이 시대의 가장 학문적이고 일반적으로 권위 있는 역사일 것이다."
파이스는 계속해서 로런츠가 1905년 전후에 고정된 에테르 개념을 포기한 적이 없다고 주장한다.
p. 118: "1895년 논문 전체에서 프레넬 에테르가 명시적으로 가정되었다."; p.125: " 그 이전의 보이트와 마찬가지로 로런츠는 변환을 ... 단지 물리적 정리를 증명하기 위한 편리한 수학적 도구로 보았다 ... 그는 t를 일반 시간, t'를 현지 시간으로 부를 것을 제안했다. 비록 그가 그것을 명시적으로 말하지는 않았지만, 그에게는 말하자면 단 하나의 진정한 시간 t가 있었다는 것이 분명하다."; p.166: "8.3. 로렌츠와 에테르.. . 예를 들어, 로런츠는 여전히 막대의 수축이 동역학적인 기원을 가지고 있다고 주장한다. 그때까지 그가 아인슈타인의 논문을 읽고 이해했다는 데는 의심의 여지가 없다. 그러나 그 당시나 그 이후에도 그는 그들의 결론을 에테르 문제에 대한 결정적인 답으로 받아들일 준비가 되어 있지 않았다."

### 엘리 자하르(1983)
여러 논문에서 엘리 자하르(1983, 2000)는 아인슈타인(6월 논문)과 푸앵카레(7월 논문) 모두 독립적으로 특수 상대성을 발견했다고 주장했다. 그는 "휘태커가 아인슈타인에 대해 부당했지만 푸앵카레의 실제 업적에 대한 그의 긍정적인 설명에는 단순한 진실보다 훨씬 더 많은 것이 포함되어 있다"고 말했다. 그에 따르면 많은 사람들이 그에게 정당한 공로를 인정하는 데 방해가 된 것은 푸앵카레의 철학적 논문(종종 규약주의와 관련됨)에 대한 체계적이지 않고 때로는 잘못된 진술이었다. 그의 의견으로는 푸앵카레는 오히려 "구조적 현실주의자"였고, 그로부터 푸앵카레는 실제로 시간과 공간의 상대성을 고수했지만 에테르에 대한 그의 암시는 이차적으로 중요하다고 결론지었다. 그는 계속해서 중력과 4차원 공간을 다루었기 때문에 푸앵카레의 1905/6 논문이 아인슈타인의 1905 논문보다 우수하다고 말한다. 그러나 자하르는 또한 질량-에너지 등가성을 도입하고 일반 상대성 이론의 발전으로 이어지는 길을 택함으로써 특수 상대성 이론을 초월한 아인슈타인에게도 공을 돌린다.

### 존 스타첼(1995)
존 스타첼(1995)은 상대성 이론에 대한 로런츠, 푸앵카레 및 아인슈타인의 각각의 기여에 대한 논쟁이 있다고 주장했다. 이러한 질문은 상대성이론의 정의에 달려 있으며, 스타첼은 운동학(kinematics)과 공간과 시간에 대한 새로운 관점이 특수 상대성 이론의 핵심이며 역학 이론은 이 도식에 따라 정식화되어야 한다고 주장하였다. 이 정의에 따라 아인슈타인은 특수 상대성 이론에 대한 현대적 이해의 주요 창시자이다. 그의 의견으로는 로런츠는 로런츠 변환을 수학적 장치로만 해석한 반면 푸앵카레의 생각은 상대성 이론에 대한 현대적 이해에 훨씬 더 가깝다. 그러나 푸앵카레는 여전히 에테르의 역학적 효과를 믿었고 관찰자가 정지해 있는지 또는 에테르와 관련하여 움직이는지를 구별했다. 스타첼은 다음과 같이 썼다. "그는 자신의 여러 개의 뛰어난 통찰을 조직하여, 에테르와 절대 시간을 단호하게 버리거나 전기 역학적 기원을 초월하여 에테르를 언급하지 않는 상대성 원리의 형식화 상에서 공간과 시간의 새로운 운동학을 도출하는, 하나의 일관된 이론을 만들지 않았다."(He never organized his many brilliant insights into a coherent theory that resolutely discarded the aether and the absolute time or transcended its electrodynamic origins to derive a new kinematics of space and time on a formulation of the relativity principle that makes no reference to the ether.)

### 피터 갈리슨(2002)
그의 책 아인슈타인'의 시계, 푸앵카레의 지도 (2002) 피터 갤리슨은 푸앵카레와 아인슈타인의 접근 방식을 비교하여 공간과 시간의 개념을 재구성했다. 그는 "아인슈타인이 상대성이론을 정말 발견했는가? 푸앵카레는 이미 그것을 가지고 있었는가? 이 오래된 질문은 무익한 만큼 지루해졌다.." 이는 에테르의 거부, 로렌츠 변환, 공간과 시간의 본질과의 연결, 실험 결과의 예측 또는 다른 부분 중 상대성 이론의 어떤 부분이 필수적이라고 생각하는지에 따라 달라지기 때문이다. 갈리슨의 경우, 두 사상가 모두 시계 동기화 문제에 관심이 있었고 따라서 동시성의 새로운 작동 의미를 개발했음을 인정하는 것이 더 중요하다. 그러나 푸앵카레는 건설적인 접근 방식을 따랐고 여전히 로런츠의 고정된 에테르 개념과 "명백한" 시간과 "진정한" 시간의 구분을 고수했지만 아인슈타인은 에테르를 포기했으며 따라서 다른 관성 프레임의 모든 시간은 동등하게 유효하다. 갈리슨은 푸앵카레가 종종 로런츠의 "새로운 역학"의 혁명적 성격을 암시하기 때문에 푸앵카레가 보수적이라는 의미는 아니라고 주장했다.

### 올리비에 다리골 (2004)
"2004년 기사 "아인슈타인-푸앵카레 연결의 미스터리"에서 올리비에 다리골은 다음과 같이 썼다.
1905년, 푸앵카레와 아인슈타인은 움직이는 물체의 전기역학에 대한 성찰을 통해 상대성 원리의 보편적 타당성을 가정했다. 이 원리에 따르면, 상상할 수 있는 모든 실험의 결과는 실험이 수행되는 관성계와 무관한다. 특히, 두 사람은 서로 다른 관성계에서 측정된 빛의 속도가 같다고 가정했다. 또한 서로 다른 관성계에 속하는 관찰자가 측정한 공간과 시간은 로렌츠 변환을 통해 서로 연관되어 있다고 주장했다. 두 사람 모두 전기역학의 맥스웰-로렌츠 방정식이 이러한 변환에 의해 불변함을 인식했다. 두 사람 모두 모든 물리 법칙이 이러한 변환 하에서 불변해야 한다고 주장했다. 두 사람 모두 상대론적 운동 법칙을 제시했다. 두 사람 모두 상대성 원리와 에너지 원리가 복사 과정에 함께 적용될 때 역설이 발생한다는 것을 인식했다. 여러 측면에서, 즉 상대성 원리, 로렌츠 변환의 물리적 해석(처음에는 순서), 그리고 복사 역설 – 푸앵카레의 관련 논문들은 아인슈타인의 1905년 상대성 이론 논문보다 최소 5년 앞서 있었으며, 그의 제안들은 처음 발표되었을 당시에는 완전히 새로운 것이었다. 나머지 사항들에 대해서는 거의 동시에 발표되었다.
이제 기본적인 개념적 차이점으로 넘어가겠다. 아인슈타인은 에테르를 완전히 배제하고, 물리 법칙의 표현이 모든 관성계에서 동일해야 한다고 주장했으며, 서로 다른 관성계에서 측정된 공간과 시간이 모두 정확히 동일한 기준에 있는 "새로운 운동학"을 도입했다. 이와 대조적으로, 푸앵카레는 에테르를 "진정한" 공간과 시간이 정의되는 특권적인 기준계로 주장하는 반면, 다른 기준계에서 측정된 공간과 시간은 단지 "겉보기"일 뿐이라고 여겼다. 그는 로렌츠 수축을 에테르를 통과하는 막대의 가장자리 운동 효과에 대한 가설로 취급했지만, 아인슈타인에게는 상대 운동하는 관찰자가 정의하는 공간과 시간의 차이에 따른 운동학적 결과였다. 아인슈타인은 시간 지연의 작동적 의미를 제시했지만, 푸앵카레는 이를 전혀 논의하지 않았다. 아인슈타인은 두 가지 가정(상대성 원리와 주어진 관성계에서 빛의 속도 불변성)에서 로렌츠 변환의 표현을 도출했지만, 푸앵카레는 이러한 변환을 도출했다. 맥스웰-로렌츠 방정식을 불변으로 남겨두는 것들처럼 말이다. 아인슈타인은 에테르를 제거한 후 두 번째 공준이 필요했는데, 푸앵카레의 관점에서는 (에테르 좌표계에서) 빛의 속도 불변성은 정지 에테르의 가정에서 도출되었다. 아인슈타인은 로렌츠 공분산을 직접 사용하여 빠르게 움직이는 입자의 동역학을 얻었지만, 푸앵카레는 로렌츠 공분산에 따라 구축된 특정 전자 모형에 따라 추론했다. 아인슈타인은 푸앵카레의 복사 역설은 에너지의 관성을 가정해야만 풀 수 있다는 것을 알았지만, 푸앵카레는 이 문제로 다시 돌아가지 않았다. 마지막으로, 푸앵카레는 즉시 뉴턴의 중력 법칙을 상대론적으로 수정하여 이러한 맥락에서 4벡터 형식주의의 이점을 파악했지만, 아인슈타인은 이 복잡한 문제를 해결하기 위해 몇 년을 기다렸다.
두 이론 간의 이러한 차이점은 전자기학과 광학 분야에서조차 서로 다른 관측 가능한 예측을 암시하는 것으로 여겨지기도 한다. 하지만 실제로는 그러한 불일치가 존재하지 않는다. 푸앵카레의 에테르는 가정에 의해 완벽하게 검출될 수 없으며, 아인슈타인 이론에서 도출된 모든 추론은 푸앵카레 이론에서도 추론으로 해석될 수 있기 때문이다...
"결론적으로, 아인슈타인은 푸앵카레에게서 상대성 원리, 동시성의 정의, 로렌츠 변환의 물리적 해석, 그리고 복사 역설을 차용할 수 있었다. ... 가장 현명한 태도는 푸앵카레와 아인슈타인의 획기적인 발견이 동시에 일어난 이유를 설명하지 않은 채 남겨두는 것일지도 모른다..."

### 특수 상대성 이론에 관한 아나톨리 알렉세이비치 로구노프(2004)
푸앵카레의 상대성 이론에 관한 아나톨리 로구노프의 저서에는 E=mc 2 를 포함하는 푸앵카레의 1900년 논문 부분의 영어 번역이 있다.(p. 113, 현대 표기법 사용)  라구노프는 푸앵카레의 1905년 논문 두 개가 아인슈타인의 1905년 논문보다 우수하다고 말한다. 라구노프에 따르면 푸앵카레는 푸앵카레 군에서 물리학의 새로운 이론을 개발하기 위한 지침으로 불변성의 중요성을 인식한 최초의 학자였다. 이 책의 9장에서 라구노프는 푸앵카레의 두 번째 논문이 뉴턴의 F=ma 의 올바른 상대론적 유사어를 포함하는 상대론적 동역학의 완전한 이론을 공식화한 첫 번째 논문이라고 지적한다.
p. 142에서 라구노프는 아인슈타인이 1905년에 《물리학 연보 부록》(Beiblätter Annalen der Physik)에 대한 리뷰를 작성했으며 21개의 리뷰를 작성했다고 지적한다. 그의 관점에서 이것은 아인슈타인이 과학 문헌에 대한 제한된 접근과 상대적인 고립 속에서 작업했다는 주장과 모순된다. 《물리학 연보 부록》의 1905년 4호(24개 중)에서 검토된 논문 중에는 로런츠 변환을 포함하는 리차드 겐스의 로런츠의 1904년 논문에 대한 검토가 있다. 라구노브의 관점에서 이것은 아인슈타인이 1905년 초에 올바른 상대론적 변환을 포함하는 로런츠의 논문에 익숙했다는 견해를 뒷받침하는 반면, 그의 1905년 6월 논문은 이 결과와 관련하여 로런츠를 언급하지 않는다.

### 하비 R. 브라운(2005)
하비 R. 브라운(2005) (로런츠와 유사하지만 "숨겨진 에테르 기준계가 없는" 상대론적 효과의 역학적 관점을 선호하는 이)은 4절에서 마이컬슨에서 아인슈타인까지 특수 상대성 이론으로 가는 길에 대해 썼다.
p.40: "특수 상대성 이론의 요람은 정지 상태의 에테르에 대한 프레넬의 개념에 기초한 맥스웰의 전자기학과 로렌츠의 전자 이론(그리고 정도는 덜하지만 라머)의 조합이었다. . . . 아인슈타인의 특수상대성이론이 [에테르 바람을 찾는] 실패에 의해 부분적으로 동기가 부여되었다는 것은 잘 알려져 있지만, 아인슈타인의 1905년 연구의 독창성을 이해하기 위해서는 선구자, 특히 마이컬슨의 연구를 검토해야 한다., 피츠제럴드, 로런츠, 라모어 및 푸앵카레. 결국 그들은 상대론적 동역학의 상당 부분뿐만 아니라 내용이 아니더라도 형식적으로는 상대론적 운동학의 발견에 공동으로 책임이 있었다."
1905년 이전의 로런츠의 작업과 관련하여 브라운은 로런츠의 "대응 상태 정리"의 발전에 대해 쓴 다음 계속했다.
p. 54: "이러한 변환에 대한 로런츠의 해석은 아인슈타인이 제공한 것과 오늘날 표준적으로 수용되는 것이 아니다. 실제로 로렌츠가 아인슈타인의 1905년 작업과 타협할 때까지 그리고 어떻게든 푸앵카레의 경고에도 불구하고 그는 계속해서 진정한 좌표 변환은 갈릴레이 변환이며 '로렌츠' 변환은 ...단지 유용한 형식 장치일 뿐이라고 믿었다. ." 56쪽. "로런츠는 '현지' 시간 개념의 운영상의 중요성을 지속적으로 이해하지 못했다. . . 그러나 그는 1899년에 시간 팽창에 대한 암시를 받았지만 필연적으로 경고가 있다. . . 로런츠의 계에 대한 가설이 쌓이기 시작했고 임시방편이라는 망령이 점점 더 무시하기 어려워졌다."
그런 다음 푸앵카레의 상대성 이론에 대한 기여를 다음과 같이 썼다:
p. 62: "사실, 이 순수 및 응용 수학의 거인이 특수 상대성 이론을 공동 발견했다는 주장은 드문 일이 아니며 그 이유를 이해하는 것은 어렵지 않는다. 푸앵카레는 상대성 원리를 광학과 전기역학에 정확하게 확장한 최초의 사람이다. 로런츠는 1899년부터 대응 상태 정리에서 상대성 원리의 확장을 2차 효과까지 효과적으로 가정한 반면, 푸앵카레는 모든 순서에 대해 이를 유지했다. 푸앵카레는 소스 항이 있는 맥스웰의 방정식이 엄격한 로런츠 공변량임을 처음으로 보여주었다. … 푸앵카레는 좌표 변환 형식에 대한 제약 조건으로 일반화된 상대성 원리를 처음으로 사용했다. 그는 상대성 원리가 변환이 군을 형성하고 더 나아가 공간 등방성에 호소한다는 것을 의미한다는 것을 인식했다. ... 푸앵카레는 로런츠의 '현지 시간'과 시계 동기화 문제 사이의 연관성을 처음으로 확인했다. ... 푸앵카레는 동시성의 상대성과 먼 동시성의 인습성을 처음으로 이해했다고 말하는 것이 타당하다. 푸앵카레는 로런츠 변환에 대한 민코프스키의 해석을 4차원 비유클리드 시공간 내에서 수동적이고 고정된 회전으로 해석할 것을 예상했다. 그는 또한 전자기 전위가 현재 민코프스키 4-벡터라고 불리는 방식으로 변환된다는 것도 알고 있었다. 그는 상대론적 동역학(특히 힘, 운동량 및 속도 사이의 상대론적 관계)의 주요 결과를 예상했지만 완전한 일반성에서 E=mc²는 예상하지 못했다."
그러나 브라운은 푸앵카레의 공동 발견에 반대하는 이유를 계속 말했다.
p. 63–64: "특수 상대성 이론의 공동 발견자라는 칭호를 푸앵카레에게 부정하는 근거는 무엇인가? . . . 푸앵카레는 로런츠 변환이 어떻게 속도에 대한 비갈릴레이 변환 규칙을 발생시키는지 아인슈타인과 독립적으로 이해했지만(실제로 푸앵카레는 올바른 상대론적 규칙을 도출했다) 좌표 변환에 첨부된 현대 작동의 중요성을 완전히 이해했는지는 분명하지 않다. ... 그는 변환에서 2차 항이 수행하는 역할을 이해하지 못하는 것 같다. 로런츠 및 라모어의 경우와 비교할 때 푸앵카레가 좌표 변환의 결과로 길이 수축 또는 시간 팽창을 이해했는지는 매우 불명확하다. . . . 푸앵카레가 주장한 것은 에테르와 물질에 대한 새로운 이론에 불과했다. 아인슈타인의 1905년 상대성 이론 논문에 나타난 것보다 훨씬 더 큰 야망이었다. p. 65. 5년 후 아인슈타인처럼 푸앵카레는 기존 개념의 재해석이나 재구성이 아니라 새로운 물리학을 원했다."
브라운은 아인슈타인과 그의 전임자들 사이의 주요 차이점은 에테르에 대한 아인슈타인의 거부라는 다른 저자 및 역사가의 생각을 부인한다. 한 명은 그것이 관찰할 수 없는 상태로 남을 것이라는 점을 인정하고 푸앵카레도 "언젠가 에테르는 쓸모없는 것으로 버려질 것"이라고 주장했다. 그러나 브라운은 아인슈타인 작업에서 새로운 것이 무엇이라고 생각하는지 몇 가지 예를 들었다.
p. 66: "상대론적 운동학의 완전한 의미는 아인슈타인 이전에는 제대로 이해되지 않았다. 아인슈타인이 1905년에 주장한 '상대성 이론'도 r계획 방식에서조차 예상되지 않았다." p. 69. "알버트 아인슈타인은 어떻게 특수상대성이론에 도달했는가? . . . 나는 물리학에서 양자의 영향을 고려하지 않고 특수 상대성 이론에 대한 아인슈타인의 발견(그것이 올바른 단어라면)을 이해하는 것이 불가능하다는 점을 강조하고 싶을 뿐이다." p. 81. "이 점에서 [브라운은 원거리 동시성의 관례적인 특성을 가리킨다] 아인슈타인은 푸앵카레가 이미 도입한 주제를 확장하는 것 이상을 하지 않았다. 아인슈타인이 위대한 수학자를 뛰어넘는 곳은 좌표 변환을 다루는 데 있다. . . 특히 1905년 논문의 4절에 있는 로렌츠 변환에서 길이 수축과 시간 팽창 현상을 직접 추출한 것은 완전히 독창적이다."
그 후, 브라운은 아인슈타인의 1905년 논문의 운동학적 접근에 반대되는 특수 상대성 이론에 대한 자신만의 역학적 해석(비록 그는 이 역학적 관점이 이미 아인슈타인의 1905년 논문에 "운동학의 언어로 위장되어" 포함되어 있다고 말하였지만, p. 82) 및 시공간에 대한 현대적 이해를 발전시킨다.

### 로저 서프 (2006)
로저 서프(2006)는 특수상대성이론을 발전시킨 점에서 아인슈타인을 우선시했고, 푸앵카레의 우선성에 관한 르뵈글 등의 주장을 비판했다. 서프는 푸앵카레가 상대성 이론에 중요한 공헌을 했다는 데 동의했지만, 파이스를 따라 푸앵카레는 길이 수축을 "제3의 가설"로 다루었기 때문에 "중요한 단계 직전에 멈췄고" 따라서 푸앵카레는 상대성의 기본 원리에 대한 완전한 이해가 부족했다고 주장했다. "아인슈타인의 중요한 단계는 그가 새로운 운동학을 위해 기계론적 에테르를 포기한 것이다." 또한 그는 푸앵카레가 현대 상대론적 의미에서 E=mc²를 발명했다는 생각을 부인하는데, 왜냐하면 그는 이 관계의 의미를 깨닫지 못했기 때문이다. 서프는 Leveugle의 힐베르트-플랑크-아인슈타인 연결을 믿을 수 없는 음모론의 하나로 본다.

### 샤울 카지르 (2005)
카지르(2005)은 "푸앵카레의 작업은 특수 상대성을 공식화하려는 시도가 아니라 전기 역학의 문제를 해결하려는 독립적인 시도로 보아야 한다."라고 주장했다. 밀러와 다른 사람들과는 달리, 카지르는 푸앵카레의 전기역학 발전이 그를 순수한 전자기적 세계관(1905년에 도입된 비자기성 푸앵카레 응력으로 인해)의 거부로 이끌었고 푸앵카레의 이론은 상대성 원리에 의해 방향 잡힌 "상대론적 물리학"을 대표한다고 생각한다. 그러나 이 물리학에서는 "로런츠의 이론과 뉴턴의 이론은 전기역학과 중력의 근본적인 기초로 남아 있었다."

### 스콧 월터(2005, 2007)
월터(2005)는 푸앵카레와 아인슈타인이 모두 1905년에 상대성 이론을 제시했다고 주장한다. 그리고 2007년에 그는 푸앵카레가 1905/6년에 공식적으로 4차원 시공간을 도입했지만 여전히 "갈릴레이 시공간"이라는 개념에 집착하고 있다고 썼다. 즉, 푸앵카레는 실험에 접근할 수 있는 현상에 관한 것일 때 갈릴레이 공변성보다 로런츠 공변성을 선호했다. 그러나 공간과 시간의 관점에서 푸앵카레는 민코프스키 시공간보다 갈릴레이 시공간을 선호했으며 길이 수축과 시간 팽창은 "에테르에 대한 운동으로 인한 겉보기 현상"일뿐이라 보았다고 썼다. 이것은 상대성 이론에 대한 두 가지 주요 접근 방식, 즉 한쪽의 "로렌츠와 푸앵카레"와 다른 쪽의 "아인슈타인과 민코프스키"의 근본적인 차이점이라 주장한다.

## 같이 보기
- 로렌츠 변환의 역사
- 특수 상대성 이론의 역사
- 상대성 이론의 비판
- 과학적 우선권 분쟁 목록
- 일반 상대성 이론 우선권 논쟁
- 다중 발견

### 내용주
1. 1 2  On Mileva Marić's alleged contributions, see The Einstein Controversy, Physics Central, 17 December 2008.
2. ↑  On Olinto De Pretto alleged contributions by a mathematical historian, see, The Guardian, 10 November 1999.
3. ↑  Whittaker (1953), pp. 27–77
4. ↑  [Poi02]
5. ↑  [Sta89], p. 893, footnote 10
6. ↑  [Ein05d], last section
7. ↑  Einstein, Albert: "Ether and the Theory of Relativity" (1920), republished in Sidelights on Relativity (Methuen, London, 1922)
8. ↑  Isaacson, Walter (2007). 《Einstein: His Life and Universe》. Simon and Schuster. 318쪽. ISBN 978-0-7432-6473-0. Extract of page 318
9. ↑  [Lor14]
10. ↑  [Poi06]
11. ↑  Lorentz, H.A. (1916), 《The theory of electrons》, Leipzig & Berlin: B.G. Teubner
12. ↑  Lorentz, H.A.; Lorentz, H. A.; Miller, D. C.; Kennedy, R. J.; Hedrick, E. R.; Epstein, P. S. (1928), “Conference on the Michelson–Morley Experiment”, 《The Astrophysical Journal》 68: 345–351, Bibcode:1928ApJ....68..341M, doi:10.1086/143148
13. 1 2  [Poi13]
14. ↑  Renn, J.,: Albert Einstein in den Annalen der Physik, 2005
15. ↑  The titles of 21 reviews written in 1905 can be found in "The Collected Papers of Albert Einstein, Volume 2". See online 보관됨 2008-09-06 - 웨이백 머신.
16. ↑  Einstein, A. (1907), “Über das Relativitätsprinzip und die aus demselben gezogenen Folgerungen” (PDF), 《Jahrbuch der Radioaktivität und Elektronik》 4: 411–462
17. ↑  Einstein, A. (1909), “Über die Entwicklungen unserer Anschauungen über das Wesen und die Konstitution der Strahlung” (PDF), 《Physikalische Zeitschrift》 10 (22): 817–825. See also English translation
18. 1 2  Einstein, A. (1912), “Relativität und Gravitation. Erwiderung auf eine Bemerkung von M. Abraham” (PDF), 《Annalen der Physik》 38 (10): 1059–1064, Bibcode:1912AnP...343.1059E, doi:10.1002/andp.19123431014. English translation: Einstein, Albert (1996). 《The Collected Papers of Albert Einstein, Volume 4: The Swiss Years: Writings, 1912–1914》 English translation supplement; translat by Anna Beck, wi Don Howa, consultant판. Princeton, New Jersey: Princeton University Press. ISBN 978-0-691-02610-7.
19. ↑  Darrigol, O. (2004), “The Mystery of the Einstein–Poincaré Connection”, 《Isis》 95 (4): 614–626, Bibcode:2004Isis...95..614D, doi:10.1086/430652, PMID 16011297
20. ↑  Einstein, A. (1922), 《Geometry and Experience》, London: Methuen & Co..
21. ↑  Einstein, A. (1906), “Das Prinzip von der Erhaltung der Schwerpunktsbewegung und die Trägheit der Energie” (PDF), 《Annalen der Physik》 20 (8): 627–633, Bibcode:1906AnP...325..627E, doi:10.1002/andp.19063250814
22. ↑  Born's letter to Einstein in October of 1953
23. ↑  McCrea, W.H. (August 1983). “'SUBTLE IS THE LORD.…' The science and life of Albert Einstein”. 《Physics of the Earth and Planetary Interiors》 (영어) 33 (1): 64–65. doi:10.1016/0031-9201(83)90008-0.
24. ↑  Born, Max (1954). “REVIEWS”. 《The British Journal for the Philosophy of Science》 (영어) V (19): 261–263. doi:10.1093/bjps/V.19.261. ISSN 0007-0882.
25. ↑  Dyson, Freeman J. (March 1954). “Books”. 《Scientific American》 190 (3): 92–99. Bibcode:1954SciAm.190c..92D. doi:10.1038/scientificamerican0354-92. ISSN 0036-8733.

### 참조주
1. 1 2  Holton, G. (1960), “On the Origins of the Special Theory of Relativity”, 《American Journal of Physics》 28 (7): 627–636, Bibcode:1960AmJPh..28..627H, doi:10.1119/1.1935922
  - Holton, Gerald (1973–1988), 《Thematic Origins of Scientific Thought: Kepler to Einstein》, Harvard University Press, ISBN 978-0-674-87748-1
2. 1 2 3  Miller, A.I. (1973), “A study of Henri Poincaré's "Sur la Dynamique de l'Electron”, 《Arch. Hist. Exact Sci.》 10 (3–5): 207–328, doi:10.1007/BF00412332*Miller, Arthur I. (1981), 《Albert Einstein's special theory of relativity. Emergence (1905) and early interpretation (1905–1911)》, Reading: Addison–Wesley, ISBN 978-0-201-04679-3
  - Miller, A.I. (1996), 〈Why did Poincaré not formulate special relativity in 1905?〉,   Jean-Louis Greffe; Gerhard Heinzmann; Kuno Lorenz, 《Henri Poincaré : science et philosophie》, Berlin, 69–100쪽
3. 1 2  Pais, Abraham (1982), 《Subtle is the Lord: The Science and the Life of Albert Einstein》, New York: Oxford University Press, ISBN 978-0-19-280672-7
4. ↑  Torretti, Roberto (1983), 《Relativity and Geometry》, Elsevier, ISBN 978-0-08-026773-9
5. 1 2  Galison, Peter (2003), 《Einstein's Clocks, Poincaré's Maps: Empires of Time》, New York: W.W. Norton, ISBN 978-0-393-32604-8
6. 1 2  Darrigol, O. (2000), 《Electrodynamics from Ampére to Einstein》, Oxford: Clarendon Press, ISBN 978-0-19-850594-5
7. ↑  Janssen, M. (1995), 《A Comparison between Lorentz's Ether Theory and Special Relativity in the Light of the Experiments of Trouton and Noble》, Bibcode:1995PhDT........26J, 2008년 8월 21일에 원본 문서에서 보존된 문서, 2023년 5월 22일에 확인함(thesis)
8. ↑  Alberto A. Mart́ínez (2009), 《Kinematics: the lost origins of Einstein's relativity》, Johns Hopkins University Press, ISBN 978-0-8018-9135-9
9. ↑  Born, M. (1956), 《Physics in my generation》, London & New York: Pergamon Press
10. ↑  Whittaker, E. T (1953) A History of the Theories of Aether and Electricity: Vol 2 The Modern Theories 1900–1926. Chapter II: The Relativity Theory of Poincaré and Lorentz, Nelson, London.
11. ↑  Goldberg, S. (1967), “Henri Poincaré and Einstein's Theory of Relativity”, 《American Journal of Physics》 35 (10): 934–944, Bibcode:1967AmJPh..35..934G, doi:10.1119/1.1973643
12. 1 2  Keswani, G. H. (1965–6) "Origin and Concept of Relativity, Parts I, II, III", Br. J. Philos. Sci., v15–17. British Journal for the Philosophy of Science, ISSN 0007-0882.
13. ↑  Herbert Dingle, "Note on Mr Keswani's articles, Origin and Concept of Relativity", Br. J. Philos. Sci., vol 16, No 63 (Nov 1965), 242-246 (a response to [Kes65])
14. ↑  Karl R. Popper, "A Note on the Difference Between the Lorentz–Fitzgerald Contraction and the Einstein Contraction", Br. J. Phil. Sci. 16:64 (Feb 1966): 332–333 (a response to [Kes65])
15. 1 2  Keswani, G. H. (1966), "Reply to Professor Dingle and Mr Levinson", Br. J. Philos. Sci., Vol. 17, No. 2 (Aug 1966), 149–152 (a response to [Din65])
16. ↑  Keswani, G. H. (1966), "Origin and Concept of Relativity: Reply to Professor Popper", Br. J. Philos. Sci., Vol 17 no 3 (Nov 1966), 234–236 (a response to [Pop65]
17. ↑  Zahar, Elie (1983), “Poincaré's Independent Discovery of the relativity principle”, 《Fundamenta Scientiae》 4: 147–175
  - Zahar, Elie (1989), 《Einstein's Revolution: A Study in Heuristic》, Chicago: Open Court Publishing Company, ISBN 978-0-8126-9067-5
  - Zahar, E. (2001), 《Poincare's Philosophy: From Conventionalism to Phenomenology》, Chicago: Open Court Pub Co, ISBN 978-0-8126-9435-2
18. ↑  Stachel, John (1995), 〈History of relativity〉,   Laurie M. Brown; Brian Pippard; Abraham Pais, 《Twentieth Century Physics》, Philadelphia: Institute of Physics, 249–356쪽, doi:10.1201/9781420050776.ch4, ISBN 978-0-7503-0310-1
19. ↑  “aip.org”. 2015년 3월 12일에 원본 문서에서 보존된 문서. 2011년 9월 19일에 확인함.
20. ↑  Logunov, A. A (2004): "Henri Poincaré and Relativity Theory" –  Phys. Usp. 47 (2004) 607–621; Usp. Fiz. Nauk 174 (2004) 663–678 – PraXis 2004 arXiv:physics/0405075
21. ↑  Harvey R. Brown, Physical relativity: space-time structure from a dynamical perspective. Oxford University Press, 2005.
22. ↑  Cerf, Roger (2006), “Dismissing renewed attempts to deny Einstein the discovery of special relativity”, 《American Journal of Physics》 74 (9): 818–824, Bibcode:2006AmJPh..74..818C, doi:10.1119/1.2221341
23. ↑  Katzir, Shaul (2005), “Poincaré's Relativistic Physics: Its Origins and Nature”, 《Phys. Perspect.》 7 (3): 268–292, Bibcode:2005PhP.....7..268K, doi:10.1007/s00016-004-0234-y
24. ↑  Walter, S. (2005),  Renn, J., 편집., “Henri Poincaré and the theory of relativity”, 《Albert Einstein, Chief Engineer of the Universe: 100 Authors for Einstein》 (Berlin): 162–165, 2014년 10월 6일에 원본 문서에서 보존된 문서, 2023년 5월 22일에 확인함
  - Walter, S. (2007–2009), 〈Hypothesis and Convention in Poincaré's Defense of Galilei Spacetime〉,   Michael Heidelberger; Gregor Schiemann, 《The Significance of the Hypothetical in the Natural Sciences》, Berlin: Walter de Gruyter, 193–220쪽, 2014년 10월 7일에 원본 문서에서 보존된 문서, 2023년 5월 26일에 확인함

## 참고 문헌
물리학 작품(주요 출처)
- [Ein05c] : 알베르트 아인슈타인: Zur Elektrodynamik bewegter Körper, 물리학 연보 17(1905), 891–921. Received June 30, published September 26, 1905. Reprinted with comments in [Sta89], p. 276–306 English translation, with footnotes not present in the 1905 paper, available on the net
- [Ein05d] : 알베르트 아인슈타인: Ist die Trägheit eines Körpers von seinem Energiegehalt abhängig?, 물리학 연보 18(1905), 639–641, Reprinted with comments in [Sta89], Document 24 English translation available on the net
- [Ein06] : 알베르트 아인슈타인: Das Prinzip von der Erhaltung der Schwerpunktsbewegung und die Trägheit der Energie 물리학 연보 20(1906):627–633, Reprinted with comments in [Sta89], Document 35
- [Ein15a]: 아인슈타인, A. (1915) "Die Feldgleichungun der Gravitation". Sitzungsberichte der Preussischen Akademie der Wissenschaften zu Berlin, 844–847.
- [Ein15b]: 아인슈타인, A. (1915) "Zur allgemeinen Relativatstheorie", Sitzungsberichte der Preussischen Akademie der Wissenschaften zu Berlin, 778–786
- [Ein15c]: 아인슈타인, A. (1915) "Erklarung der Perihelbewegung des Merkur aus der allgemeinen Relatvitatstheorie", Sitzungsberichte der Preussischen Akademie der Wissenschaften zu Berlin, 799–801
- [Ein15d]: 아인슈타인, A. (1915) "Zur allgemeinen Relativatstheorie", Sitzungsberichte der Preussischen Akademie der Wissenschaften zu Berlin, 831–839
- [Ein16]: 아인슈타인, A. (1916) "Die Grundlage der allgemeinen Relativitätstheorie", 물리학 연보, 49
- [Hil24]: Hilbert, D., Die Grundlagen der Physik – Mathematische Annalen, 92, 1924 – "meiner theorie" quote on page 2 – online at Uni Göttingen[깨진 링크] –  index of journal 보관됨 2007-09-03 - 웨이백 머신
- [Lan05]:Langevin, P. (1905) "Sur l'origine des radiations et l'inertie électromagnétique", Journal de Physique Théorique et Appliquée, 4, pp. 165–183.
- [Lan14]:Langevin, P. (1914) "Le Physicien" in 앙리 푸앵카레 Librairie (Felix Alcan 1914) pp. 115–202.
- [Lor99]:로런츠, H. A. (1899) "Simplified Theory of Electrical and Optical Phenomena in Moving Systems", Proc. Acad. Science Amsterdam, I, 427–43.
- [Lor04]: 로런츠, H. A. (1904) "Electromagnetic Phenomena in a System Moving with Any Velocity Less Than That of Light", Proc. Acad. Science Amsterdam, IV, 669–78.
- [Lor11]:로런츠, H. A. (1911) Amsterdam Versl. XX, 87
- [Lor14]:Lorentz, Hendrik Antoon (1921), “Deux Mémoires de Henri Poincaré sur la Physique Mathématique” [Two Papers of Henri Poincaré on Mathematical Physics], 《Acta Mathematica》 38 (1): 293–308, doi:10.1007/BF02392073.
- [Pla07]:Planck, M. (1907) Berlin Sitz., 542
- [Pla08]:Planck, M. (1908) Verh. d. Deutsch. Phys. Ges. X, p218, and Phys. ZS, IX, 828
- [Poi89]:푸앵카레, H. (1889) Théorie mathématique de la lumière, Carré & C. Naud, Paris. Partly reprinted in [Poi02], Ch. 12.
- [Poi97]:푸앵카레, H. (1897) "The Relativity of Space", article in English translation
- [Poi00] : Poincaré, Henri (1900), “La théorie de Lorentz et le principe de réaction”, 《Archives Néerlandaises des Sciences Exactes et Naturelles》 5: 252–278. See also the English translation
- [Poi02] : Poincaré, Henri (1902), 《Science and Hypothesis》, London and Newcastle-on-Cyne (1905): The Walter Scott publishing Co.
- [Poi04] : Poincaré, Henri (1904), “L'état actuel et l'avenir de la physique mathématique”, 《Bulletin des Sciences Mathématiques》 28 (2): 302–324 English translation as The Principles of Mathematical Physics, in "The value of science" (1905a), Ch. 7–9.
- [Poi05] : Poincaré, Henri (1905b), “Sur la dynamique de l'électron” [On the Dynamics of the Electron], 《Comptes Rendus》 140: 1504–1508
- [Poi06] : Poincaré, Henri (1906), “Sur la dynamique de l'électron” [On the Dynamics of the Electron], 《Rendiconti del Circolo Matematico di Palermo》 21: 129–176, Bibcode:1906RCMP...21..129P, doi:10.1007/BF03013466, hdl:2027/uiug.30112063899089
- [Poi08] : Poincaré, Henri (1908), 《Science and Method》, London: Nelson & Sons
- [Poi13] : Poincaré, Henri (1913), 《Last Essays》, New York: Dover Publication (1963)
- [Ein20]: 알베르트 아인슈타인: "Ether and the Theory of Relativity", An Address delivered on May 5, 1920, in the University of Leyden.
- [Sta89] : John 스타첼 (Ed.), The collected papers of 알베르트 아인슈타인, volume 2, Princeton University Press, 1989

## 추가 문헌
- Nándor Balázs (1972) "The acceptability of physical theories: 푸앵카레 versus 아인슈타인", pages 21–34 in General Relativity: Papers in Honour of J.L. Synge, L. O'Raifeartaigh editor, Clarendon Press.
- Ives, H. E. (1952). “Derivation of the Mass–Energy Relationship”. 《J. Opt. Soc. Am.》 42 (8): 540–3. doi:10.1364/josa.42.000540.
- Ives, H. E. (1953). “Note on 'Mass–Energy Relationship'”. 《J. Opt. Soc. Am.》 43 (7): 619. doi:10.1364/josa.43.0618_2.
- Keswani, G. H.; Kilmister, C. W. (1983). “Initimations of relativity. Relativity before Einstein”. 《British Journal for the Philosophy of Science》 34 (4): 343–54. doi:10.1093/bjps/34.4.343. ISSN 0007-0882.
- Macrossan, M. N. (1986). “A Note on Relativity Before Einstein”. 《British Journal for the Philosophy of Science》 37 (2): 232–34. CiteSeerX 10.1.1.679.5898. doi:10.1093/bjps/37.2.232.
- Norton, John D (1993). “General covariance and the foundations of general relativity: eight decades of dispute” (PDF). 《Rep. Prog. Phys.》 56 (7): 791–858. Bibcode:1993RPPh...56..791N. doi:10.1088/0034-4885/56/7/001.